# Peziza domiciliana
Peziza domiciliana è una specie di fungo del genere Peziza della famiglia delle Pezizaceae che cresce su legno marcio, pareti umide, cartongesso e intonaco nelle case, nelle cantine umide e negli scantinati. È diffuso in Asia, Europa, Nord America e Antartide.

## Tassonomia
Il fungo fu descritto per la prima volta nel 1877 dal botanico britannico Mordecai Cubitt Cooke sulla base di esemplari inviatigli che furono trovati sulle pareti, sui soffitti e sui pavimenti di una casa a Edimburgo parzialmente distrutta da un incendio. La specie fu trasferita al genere Aleuria da Ethel Irene McLennan & Halsey nel 1936 e successivamente al genere Galactinia da Irma J. Gamundi nel 1960; entrambi i binomi risultanti da questi trasferimenti generici sono sinonimi di P. domiciliana.
La Peziza domiciliana è comunemente conosciuta come il "fungo a tazza del domicilio".

## Descrizione
I corpi fruttiferi di P. domicilia sono a forma di coppa; inizialmente concavi, sviluppano successivamente margine ondulato e centro depresso. La superficie esterna della coppa è biancastra e il margine della coppa può rimanere intatto o diviso. I corpi fruttiferi raggiungono un diametro superiore a 10 cm. L'imenio inizialmente è bianco prima di diventare color cuoio, marrone chiaro o brunastro. Il gambo biancastro in genere non diventa più lungo di 1 cm.
Gli aschi sono di forma più o meno cilindrica raggiungendo dimensioni di 225–250 µm di lunghezza per 15 µm di larghezza. Le spore sono ellissoidali con ialine (traslucide) da giovani che spesso contengono due piccole goccioline oleose e misurano 11–15 x 6–10 µm. Le parafisi sono sottili, contengono setti e sono leggermente ingrossate nella parte superiore. La specie non è commestibile.

### Specie simili
La Peziza domiciliana è simile nell'aspetto a P. repanda ed è stata spesso confusa con essa. Altra specie con la quale viene confusa è la Peziza badia, di colore marrone più scuro che cresce su terreno o su legno ben decomposto; ha spore più lunghe che misurano 15–19 per 7–10 µm. È stato segnalato che altre specie di Peziza crescono in ambienti chiusi, tra cui P. varia e P. petersii.

## Habitat e distribuzione
La Peziza domiciliana cresce singolarmente, in gruppi o in grappoli su intonaco, sabbia, ghiaia e polvere di carbone e in cantine, grotte e serre. La specie è diffusa in Europa, Nord America e in Sud America (Argentina). Il fungo è stato identificato come uno dei tanti responsabili del degrado del legno da costruzione utilizzato nei monumenti storici in Moldavia. È stata registrata anche nell'Isola Deception in Antartide e nell'Himalaya orientale. Il fungo è stato implicato in un caso di polmonite da ipersensibilità (chiamata polmone El Niño nel rapporto originale), in cui una donna precedentemente sana ha sviluppato una grave dispnea ed è stata riscontrata una malattia polmonare restrittiva e segni di alveolite. Durante una perquisizione nella sua casa, che era stata recentemente allagata a causa delle forti piogge, ha rivelato la presenza del fungo nel seminterrato e il campionamento dell'aria ha confermato la presenza di spore di P. domiciliana.